# Seasogonia improvisa
Seasogonia improvisa är en insektsart som beskrevs av Young 1986. Seasogonia improvisa ingår i släktet Seasogonia och familjen dvärgstritar. Inga underarter finns listade i Catalogue of Life.